# Im Himmelreich (Gemeinde Schottwien)
Im Himmelreich ist ein Ort in Schottwien im Bezirk Neunkirchen in Niederösterreich.
Der Weiler befindet sich südlich von Schottwien am Fuß des Grassberges (1078 m ü. A.) in einer nach Südwesten exponierten Lage.

## Geschichte
Ab dem 17. Jahrhundert wurden im Semmeringgebiet mehrere Gipslager erschlossen und damit für die Bevölkerung eine neue Einkommensquelle geschaffen. Eines dieser Abbaugebiete befand sich im Himmelreich. Nach dem Ende der Bergbautätigkeit und dem Rückbau der Anlagen wurde das Himmelreich ab der Mitte des 20. Jahrhunderts besiedelt. Laut Adressbuch von Österreich war im Jahr 1938 in Im Himmelreich ein Landwirt mit Direktvertrieb ansässig.